# Acontiola heliastis
Acontiola heliastis is een vlinder van de familie van de uilen (Noctuidae). De wetenschappelijke naam van deze soort is voor het eerst voorgesteld als Metachrostis heliastis door George Francis Hampson in een publicatie uit 1902.
De soort komt voor in het Afrotropisch gebied waaronder Gambia, Eritrea, Ethiopië, Somalië, Kameroen, Oeganda, Kenia, Tanzania, Zambia, Malawi, Namibië, Botswana, Zimbabwe, Zuid-Afrika, Saudi-Arabië en Jemen. Daarnaast komt Acontiola heliastis voor op de Canarische Eilanden.